# Boschi ripariani dell'Asia centrale
I boschi ripariani dell'Asia centrale sono un'ecoregione dell'ecozona paleartica, definita dal WWF, che ricopre parte del Kazakistan sud-orientale (codice ecoregione: PA1311). Queste foreste a galleria, localmente conosciute come tugai, si sviluppano nelle pianure alluvionali dei maggiori fiumi dell'Asia centrale e costituiscono un habitat fondamentale per le creature che vivono nelle terre aride circostanti. Sono caratterizzate da impenetrabili boschetti di alberi dai cui rami pendono liane, intervallati da chiazze di radure erbose e talvolta da zone umide. I tugai rappresentano un'oasi virtuale per la fauna selvatica, sia stanziale che migratoria. Essi si trovano lungo le principali rotte aeree percorse dagli uccelli migratori e fungono da siti di svernamento, da luoghi di sosta durante le migrazioni o da siti di nidificazione per le specie coloniali. Ben 30 delle 150 specie di uccelli migratori qui presenti sono considerate a rischio di estinzione o minacciate. Queste foreste rivierasche sono gravemente minacciate dall'attività antropogenica. Il ripristino della vegetazione originaria all'interno delle riserve naturali è di grande importanza per la diversità biologica e la funzione degli ecosistemi nella regione.

## Territorio
Presenti in vari settori dei deserti e delle pianure dell'Asia centrale, i tugai costeggiano le rive dei maggiori fiumi dell'Asia centrale, il Syr Darya, l'Amu Darya, il Murghab, il Tedzhen, l'Ili, lo Zeravshan, il Vakhsh e il Naryn. Le condizioni ambientali qui presenti sono estreme, con un'escursione termica tra estate e inverno che in alcune zone può raggiungere gli 80 °C. Nelle pianure le precipitazioni annue non superano i 300 mm, in quanto gran parte delle foreste rivierasche sono situate proprio al centro dei grandi deserti della regione. Alle inondazioni innescate dallo scioglimento delle nevi in primavera e all'inizio dell'estate seguono periodi di estrema siccità e di aumento della salinità del suolo. La regolamentazione delle acque per lo sviluppo agricolo ha privato la maggior parte delle foreste rivierasche delle acque apportate dalle inondazioni e pertanto tali zone presentano oggi condizioni di estrema aridità.

## Flora
Queste aree boschive rappresentano un peculiare complesso di vegetazione arboreo-arbustiva e di erbe alte, presente solamente nelle pianure alluvionali e nelle vallate fluviali dell'Asia centrale. Le comunità vegetali dei tugai sono costituite da foreste di pioppi (Populus euphratica, P. pruinosa), dzhidda (Elaeagnus angustifolia), salici (Salix spp.) e tamerici (Tamarix spp.) che si alternano a prati e canneti. Sotto la copertura degli alberi dominanti vi sono arbusti quali Elaeagnus rhamnoides, crespini (Berberis spp.), rose canine (Rosa spp.), caprifogli (Lonicera spp.) e Cotoneaster spp. Lungo le sponde dei laghi, vaste aree sono occupate da canne (Phragmites spp.), tife (Typha spp.), Erianthus, Tamarix, Halimodendron e liquirizia (Glycyrrhiza spp.). La vegetazione erbacea è caratterizzata da specie proprie della steppa, del deserto e della palude. Nelle zone ricoperte da steppa, alle foreste di salici e pioppi si alternano vari ecosistemi di prati e di paludi.

## Fauna

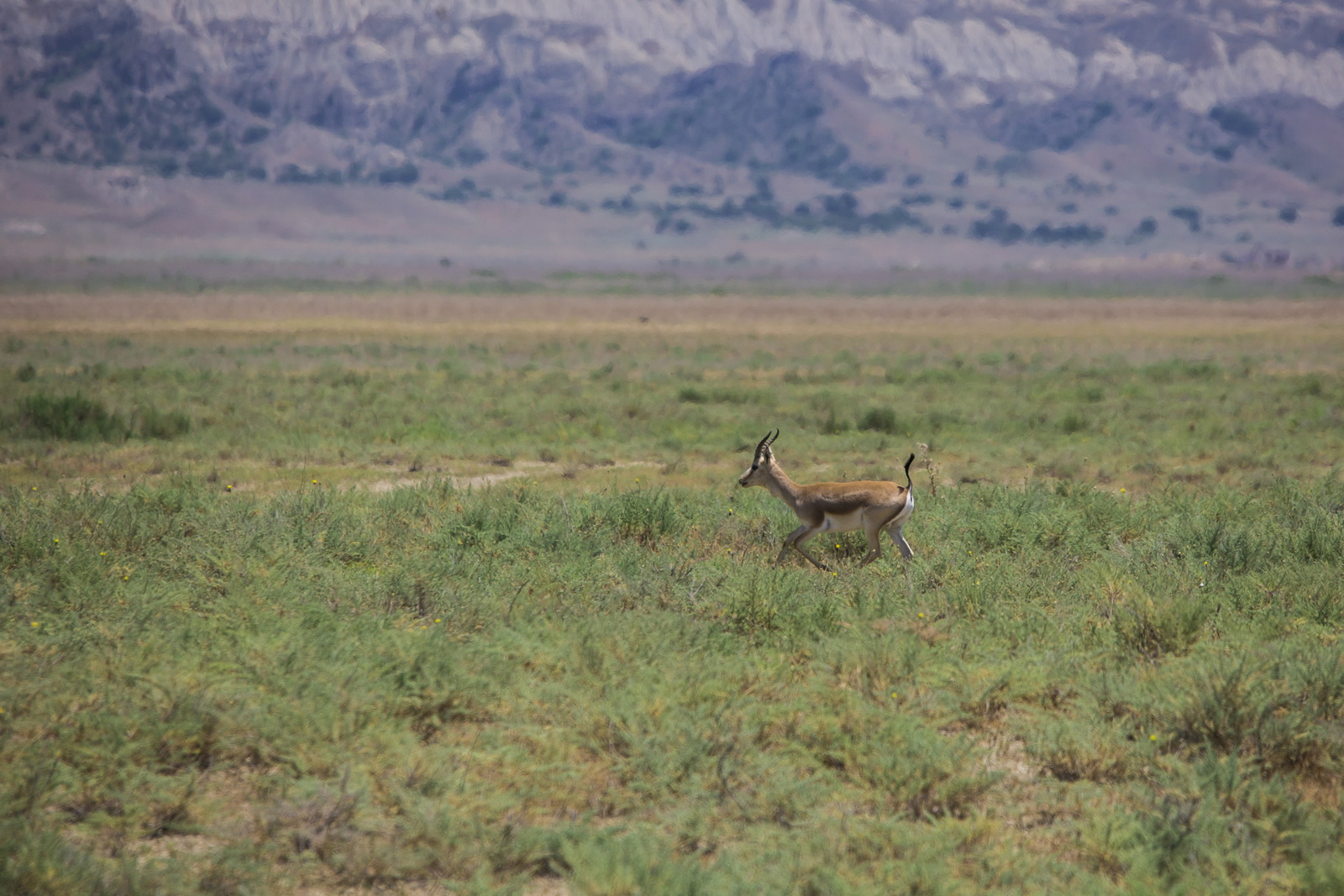
Un esemplare di gazzella gozzuta (Gazella subgutturosa)

Tra i mammiferi presenti in questa regione figurano il driomio (Dryomys nitedula), il tasso (Meles meles), il cinghiale (Sus scrofa), lo sciacallo dorato (Canis aureus), la lepre di Tolai (Lepus tolai), il serotino comune (Eptesicus serotinus) e l'orecchione di Hemprich (Otonycteris hemprichii). Nelle zone settentrionali i mammiferi più comuni sono il topo selvatico (Apodemus sylvaticus), il tasso (Meles meles) e il cinghiale (Sus scrofa), mentre a sud predominano il merione delle tamerici (Meriones tamariscinus), la nesokia a coda corta (Nesokia indica) e lo sciacallo dorato (Canis aureus). Nei tugai era solita vivere anche la tigre del Caspio (Panthera tigris virgata), attualmente considerata estinta, essendo stata avvistata l'ultima volta nel 1958.
Tra gli uccelli più comuni nelle foreste di tugai ricordiamo lo shikra (Accipiter badius), il fagiano comune (Phasianus colchicus), l'assiolo pallido (Otus brucei), l'assiolo eurasiatico (Otus scops), il falco di palude (Circus aeruginosus), due specie di gheppio (Falco tinnunculus, F. naumanni), tre di pendolino (Remiz coronatus, R. macronyx, R. pendulinus), due di ballerina (Motacilla cinerea, M. alba), due di cincia (Parus major, Cyanistes cyanus) e il cuculo eurasiatico (Cuculus canorus).
Un numero considerevole di uccelli provenienti dal Kazakistan e dalla Siberia occidentale giunge qui per svernare durante l'inverno. Le rotte migratorie principali passano attraverso le foreste rivierasche, che fungono da siti di svernamento, da luoghi di sosta durante le migrazioni o da siti di nidificazione per le specie coloniali. Il solo elenco degli uccelli migratori comprende più di 150 specie, di cui circa 30 considerate rare o in via di estinzione. I laghi costituiscono siti di nidificazione per pellicani, cormorani, aironi e altri uccelli acquatici; il loro numero può raggiungere decine di migliaia di individui. Gli ecosistemi acquatici sono particolarmente importanti per la conservazione di uccelli rari tra cui due specie di gabbiano (Chroicocephalus brunnicephalus, Ichthyaetus relictus), il gobbo rugginoso (Oxyura leucocephala), l'anatra marmorizzata (Marmaronetta angustirostris), il fenicottero maggiore (Phoenicopterus roseus), i pellicani bianco (Pelecanus onocrotalus) e riccio (P. crispus), l'oca indiana (Anser indicus) e molte altre specie.
Tra gli anfibi e i rettili più comuni vi sono i rospi comune (Bufo bufo), smeraldino (Bufotes viridis) e centroasiatico (Pseudepidalea oblonga); le rane verde maggiore (Pelophylax ridibundus), dalle macchie nere (P. nigromaculatus), montana (Rana temporaria) e siberiana (R. amurensis); Pelobates fuscus, Bombina bombina; la tartaruga palustre europea (Emys orbicularis), la tartaruga palustre del Caspio (Mauremys caspica); i gechi grigio (Mediodactylus russowii), del Caspio (Tenuidactylus caspius) e del Turkestan (T. fedtschenkoi), la lucertola veloce (Eremias velox), gli scinchi del deserto (Ablepharus deserti) e asiatico (A. pannonicus) e, tra i serpenti, Natrix natrix, N. tessellata, Elaphe dione, la vipera squamata (Echis carinatus) e la vipera lebetina (Macrovipera lebetina).
L'ecosistema dei tugai è particolarmente ricco di invertebrati, specialmente per quanto riguarda gli insetti degli ordini dei Lepidotteri, dei Coleotteri e degli Ortotteri.
Tra le specie più rare ricordiamo la lontra (Lutra lutra) e il gatto della giungla (Felis chaus). In alcune chiazze di tugai, specialmente nelle zone più meridionali, sopravvivono ancora rari mammiferi quali il cervo di Bukhara (Cervus hanglu bactrianus) e la iena striata (Hyaena hyaena), mentre la gazzella gozzuta (Gazella subgutturosa) si spinge talvolta nella regione dai deserti circostanti. Tra gli uccelli più rari vi è il piccione dorsochiaro (Columba eversmanni), negli ultimi anni ridottosi drasticamente di numero, mentre tra gli anfibi e i rettili vi sono la rana dell'Anatolia (Rana macrocnemis), la salamandra centroasiatica (Ranodon sibiricus), il geco di Strauch (Alsophylax loricatus), il varano del deserto (Varanus griseus), tutti presenti lungo gli argini dei fiumi, il cobra centroasiatico (Naja oxiana) e altri serpenti come Ptyas mucosa, Lycodon striatus e Dolichophis caspius.
I corsi d'acqua ospitano le due specie di pseudoscafirinco dell'Amu Darya (Pseudoscaphirhynchus kaufmanni, P. hermanni), entrambe prossime all'estinzione, mentre lo pseudoscafirinco del Syr Darya (P. fedtschenkoi) sembra essere completamente scomparso dall'ecoregione.

## Popolazione
Le aree occupate dai boschi ripariani dell'Asia centrale presentano una densità di popolazione generalmente bassa, soprattutto nelle zone più aride e lontane dai centri urbani, ma lungo le principali valli fluviali e in prossimità delle oasi si trovano insediamenti umani di antica origine. Le popolazioni locali, appartenenti a diversi gruppi etnici tra cui kazaki, uzbeki, tagiki, turkmeni e kirghisi, hanno storicamente sviluppato forme di vita fortemente legate alle risorse idriche dei fiumi e all'ambiente particolare dei tugai.
L'agricoltura irrigua e la pastorizia sono da secoli le attività principali nelle zone adiacenti alle foreste riparie, favorite dalla fertilità dei suoli alluvionali e dalla disponibilità di acqua, mentre nelle aree più periferiche prevale la pastorizia nomade o seminomade. Nei villaggi situati presso le rive dei grandi fiumi, la coltivazione del cotone, dei cereali e degli ortaggi si affianca a forme tradizionali di pesca, raccolta di piante spontanee (come la liquirizia e i frutti di Elaeagnus) e utilizzo del legno per usi domestici.
Nel corso del XX secolo, la popolazione delle aree ripariali ha conosciuto una progressiva crescita, favorita dallo sviluppo di grandi progetti di irrigazione e dalla trasformazione dei tugai in aree agricole, con la conseguente urbanizzazione di alcune oasi e città fluviali. Tuttavia, le attività agricole intensive, la raccolta eccessiva di legna da ardere e il disboscamento hanno portato alla rarefazione delle foreste riparie e alla frammentazione degli habitat originari.
Attualmente, la presenza umana continua a esercitare una forte pressione sulle risorse naturali dei tugai, in particolare a causa dell'ulteriore crescita della popolazione rurale e della scarsità di alternative economiche. Nonostante ciò, le comunità locali mantengono spesso una profonda conoscenza ecologica tradizionale, tramandando pratiche di gestione delle acque e dell'ambiente fluviale. Le condizioni di vita in molte zone rimangono difficili, segnate dalla scarsità di servizi, dalle fluttuazioni delle risorse idriche e dall'impatto delle periodiche siccità.
La protezione dei tugai e la ricerca di modelli di sviluppo sostenibile sono oggi temi cruciali, poiché la sopravvivenza di queste comunità umane è strettamente connessa alla salute degli ecosistemi fluviali e delle foreste riparie.

## Conservazione
Queste foreste rivierasche sono gravemente minacciate dalla distruzione dell'habitat. Oggi non rimane praticamente nessun angolo di foresta vergine intatta. Originariamente la superficie totale delle foreste rivierasche lungo l'Amu Darya era di circa 500 km². Oggi tale area si è ridotta ad appena 50 km², di cui non più di 10-15 in buone condizioni. Situate nelle valli fluviali regolarmente allagate, le aree occupate dai tugai presentano i terreni agricoli più favorevoli della regione (sia per la qualità dei terreni che per la possibilità di irrigazione). Di conseguenza molte aree forestali, in particolare in Uzbekistan e Turkmenistan, sono state distrutte per lasciare spazio alle coltivazioni di cotone. La situazione è migliore lungo il Syr Darya, che scorre prevalentemente in Kazakistan. Il Kazakistan è un'immensa distesa di steppe che sono state in gran parte dissodate per consentire la coltivazione dei cereali, in particolare del frumento. Qui la principale minaccia per i tugai è il disboscamento illegale per soddisfare le esigenze personali (vale a dire legna da ardere per riscaldamento e cottura) della popolazione locale.
Per proteggere ciò che rimane dei tugai è stato istituito un certo numero di riserve. Tuttavia, le dimensioni e la gestione di queste riserve sono attualmente insufficienti per garantire la sopravvivenza a lungo termine di questo ecosistema. Il problema principale è l'insufficiente fornitura di risorse idriche causata da una serie di dighe che forniscono acqua per i campi. Il ripristino dell'ambiente, sia all'interno che all'esterno delle riserve, è urgente. Sfortunatamente, le attuali difficoltà sociali ed economiche potrebbero impedire che questo accada a breve termine.
Una delle aree protette più note in Tagikistan è Tigrovaya Balka, istituita per proteggere il più esteso tugai di pioppi esistente, numerosi laghi e le aree semidesertiche circostanti. In Uzbekistan sono state istituite diverse riserve per proteggere piccole aree ricoperte da tugai. Tra queste ricordiamo la riserva di Badai Tugai lungo il corso inferiore dell'Amu Darya, la riserva del Kyzylkum lungo il suo corso medio, la riserva di Aral-Paigambar (attualmente compresa nella riserva di Surkhan) lungo il corso superiore dello stesso fiume e la riserva dello Zeravshan lungo il corso medio del fiume omonimo. In Turkmenistan, ecosistemi di tugai sono protetti nella riserva dell'Amu Darya. In Kirghizistan, i tugai, caratterizzati da Elaeagnus rhamnoides, sono protetti nella riserva del Talas, lungo il fiume omonimo. In Kazakistan, le foreste rivierasche del fiume Ili sono protette nel parco nazionale Altyn-Emel e nella riserva di Karatchigil.